# Viettesia luctuosa
Viettesia luctuosa är en fjärilsart som beskrevs av De Toulgoët 1959. Viettesia luctuosa ingår i släktet Viettesia och familjen björnspinnare. Inga underarter finns listade i Catalogue of Life.